# Castalia (Iowa)
Castalia è un comune degli Stati Uniti d'America, situato nello Stato dell'Iowa, nella contea di Winneshiek.